# Agustín Durán

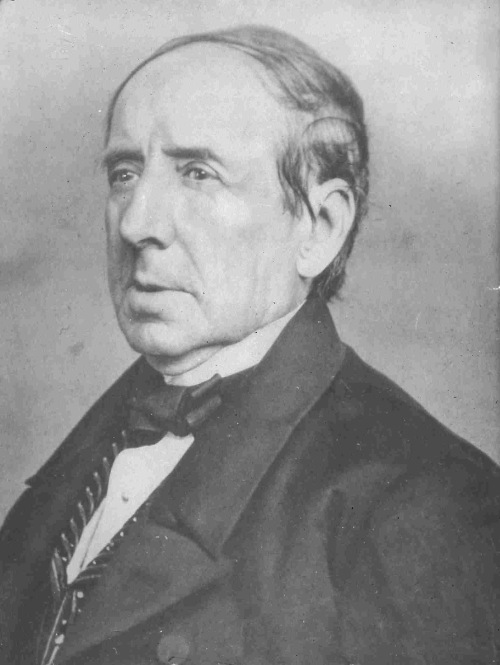
Agustín Durán

Agustín Durán (* 14. Oktober 1789 in Madrid; † 1. Dezember 1862 in Madrid) war ein spanischer Literaturwissenschaftler.
Agustín Durán besuchte zuerst das Seminar von Vergara, widmete sich dann philosophischen und juristischen Studien und wurde Rechtsanwalt, kehrte aber bald wieder zur Philosophie zurück und trieb nebenbei mit Eifer geschichtliche und staatswissenschaftliche, insbesondere aber literaturhistorische Studien. Eine Stelle bei der Generaldirektion, die er 1821 erhalten hatte, verlor er nach der Restauration 1823 wieder. Dafür wurde er 1834 Sekretär der Inspektion über die Druckereien und den Buchhandel des Königreichs, 1836 Oberbibliothekar der königlichen Bibliothek zu Madrid.
Infolge der Septemberrevolution von 1840 zwar suspendiert, wurde er 1843 aber in sein Amt wieder eingesetzt und 1854 zum Direktor der Bibliothek und zugleich zum Mitglied der spanischen Akademie ernannt. Er starb am 1. Dezember 1862 in Madrid.
Duráns Schriften wurden für die neueste Entwicklungsgeschichte der spanischen Nationalliteratur epochemachend. Sein anonym erschienener Discurso sobre la decadencia del teatro español (Madrid 1828) sowie seine Colección de romanceros y cancioneros (Madrid 1828–32, 5 Bände), dessen zweite Ausgabe Romancero general, (Madrid 1849–51, 2 Bände) als ein neues Werk zu betrachten ist, endlich seine Sammlung altspanischer Komödien, die Talla española (Madrid 1834, 3 Bände), haben wesentlich zur Weckung des Nationalgefühls und der Liebe zur volkstümlichen Poesie beigetragen. Auch durch größere Aufsätze in Journalen sowie durch die Einleitung zu den Salnetes de Ramón de la Cruz (Madrid 1843) bewies sich Durán als Kenner der altspanischen Bühne. Daneben erwarb er sich auch einen Namen durch eigne Dichtungen, unter denen besonders das in der Dichtersprache des 15. Jahrhunderts abgefasste Märchen Las tres toronjas del verjel de amor (Madrid 1856) Hervorhebung verdient. 
Agustín Durán war der Onkel von Antonio Machado.